# Новиков, Иван Алексеевич
Ива́н Алексе́евич Но́виков (1 [13] января 1877 год, деревня Ильково, Орловская губерния, Российская империя — 10 января 1959, Москва, СССР) — русский советский писатель

.
Известен своими романами о жизни и творчестве Пушкина «Пушкин в изгнании» (ч. 1 — «Пушкин в Михайловском», 1936; ч. 2 — «Пушкин на юге», 1943), Тургенева (Тургенев — художник слова: О «Записках охотника») и других русских писателей. Переводчик, переложивший для современного читателя «Слово о полку Игореве» и ряд других произведений.

## Детские и юношеские годы
Родился 1 (13) января 1877 года в деревне Ильково Мценского уезда (ныне Мценский район Орловской области). Отец, Алексей Петрович, был вольноотпущенным крестьянином, приписанным к мценскому мещанству. Выучившись чтению и письму у сельского дьячка, Алексей Петрович в течение долгого времени был единственным в деревне грамотным мужчиной. Мать, Анна Васильевна (в девичестве — Полякова), происходила из однодворцев Орловской губернии. Благодаря родителям Иван рано узнал сельскую жизнь. В семье Алексея Петровича, где росли трое сыновей и две дочери, прививалось уважение к чтению. Книг, привозимых в дом старшими братьями Ивана, было много, вечерами часто читали вслух. Литературный дар Иван, вероятно, получил от Анны Васильевны; впоследствии в автобиографии он отмечал: «Твёрдо знаю, что писательство моё идёт от матери». Большое влияние на мальчика оказала и его няня, Екатерина Ефимовна, хорошо знавшая народные обряды, песни, сказки, причитания.
В десятилетнем возрасте Новиков переехал в уездный центр, где поступил сначала в выпускной класс приходской школы, затем — в городское училище «повышенного типа». Позже писатель вспоминал, что в Мценске это образовательное учреждение условно считалось «высшим учебным заведением для уезда». В ту пору Иван много читал, благодаря хорошей памяти многие произведения русской классики знал наизусть, особенно любил Пушкина. В годы учёбы сочинял стихи, маленькие пьесы, начал писать, но не окончил, фантастический роман, издавал рукописный журнал «Семячко». В стенах училища Иван провёл пять лет; тогда же (во многом благодаря урокам словесности и общей атмосфере «восторженной влюблённости в русскую литературу») сформировался основной круг творческих интересов будущего прозаика.

## В Москве, Вятке и Киеве
Несмотря на явное тяготение Ивана к «сочинительству», отец, Алексей Петрович, настоял, чтобы сын продолжил обучение в Московской земледельческой школе; своё решение он аргументировал так: «К земле-кормилице поближе, оно вернее будет». В 1892 году юноша переехал в Москву, поступил в земледельческую школу и поселился в общежитии; благодаря хорошей успеваемости он был «принят на стипендию». Он по-прежнему был погружён в изучение литературы; при том активно занимался сельскохозяйственным трудом и даже получил серебряную медаль «За отличную косьбу». Вместе с однокурсником Иван пытался создать собственную теорию физиологии растений для крестьянства, с которой «ходил в народ» по окрестным деревням. Годовую практику отработал в Вятке. Там впервые опубликовал заметки по сельскохозяйственным вопросам в «Вятской газете» (1896), а также написал несколько рассказов, которые читал в дружеском кругу.
После завершения вятской практики Иван поступил в Московский сельскохозяйственный институт (бывшую Петровскую академию). Рассчитывать на финансовую помощь отца Иван не мог (тот постоянно пребывал в долгах), а потому жизнь студента Новикова, как отмечал исследователь Яков Волков, была «трудовой, скудной материально». Во время учёбы Иван занимался репетиторством, геодезической съёмкой дач, в должности помощника агронома вводил травосеяние в окрестностях Можайска, чертил планы усадеб, чем обеспечивал себя материально. Увлекался театром, выступал как актёр-любитель, учился пению. Дважды выезжал в голодающие районы — летом 1898 года в Казанскую губернию, зимой 1899-го — в Бессарабию; переболел цингой. Впечатления от увиденного нашли отражение в газетных публикациях, в рассказе «Сон Сергея Ивановича», напечатанном в журнале «Народное благо» в марте 1899 года, и вышедшей отдельным изданием пьесе «В пути». В 1899 году Новиков посетил Ялту, где впервые встретился с А. П. Чеховым.
В 1901 году Новиков получил диплом агронома. Вскоре после этого скончался Алексей Петрович. На семейном совете было решено, что братья Новиковы отказываются от своей доли отцовского наследства в пользу сестёр. Оказавшийся «без гроша в кармане» Иван уехал в Киев, там он работал в агрономической лаборатории (1901—1903), затем — секретарём Киевского общества сельского хозяйства, одновременно редактировал журнал «Земледелие». В 1905 году начинающий писатель впервые выехал за границу, откуда, по его словам, «лучше виделась и острее ощущалась родная Россия». Впоследствии Новиков оценивал годы, проведённые в Киеве, как чрезвычайно плодотворные: «Наука, служба, литература, газетная работа, общественная работа… Написаны два романа, несколько пьес и рассказов, много стихов».

## Время странствий. Первое признание
Покинув Киев в 1908 году, Иван в течение нескольких лет странствовал: жил в Москве, Туле, Харькове, Калуге. Много путешествовал по южным городам, где читал населению публичные лекции о литературе. В этот период произошло знакомство Новикова с рядом известных литераторов: так, в 1908 году, находясь в Полтаве, он общался с Владимиром Короленко, который подарил молодому писателю свою книгу «Без языка». Через год прозаик посетил Ясную Поляну ради встречи с Львом Толстым, в дневнике которого сохранилась запись о том, что у него в гостях был «умный Иван Новиков». Краткое впечатление о совместном обеде с Новиковым изложил в дневнике (1912) и поэт Александр Блок.	
В этот период вышли стихотворные сборники Новикова («Духу святому», 1908; «Дыхание земли», 1910), а также роман «декадентской направленности» «Золотые кресты». В частном московском Театре Незлобина в 1911 году состоялась премьера спектакля «Любовь на земле» по пьесе Новикова. Несмотря на то, что постановка не имела успеха у зрителей и была вскоре снята с репертуара, критики начали проявлять интерес к творчеству Ивана. Так, в 1916 году публицисты журнала «Русская мысль» и газеты «Биржевые ведомости» поставили Новикова «в один ряд с Буниным и Зайцевым».
В 1914 году, во время работы в орловском госпитале, писатель познакомился с Ольгой Максимилиановной Принц. Вскоре состоялось их венчание в орловском Петропавловском соборе. Новиков усыновил двоих её детей от первого брака. Незадолго до Октябрьской революции семья Новиковых переехала на постоянное жительство в Москву. Летом 1917 года литератор на короткое время ушёл в армию «по призыву сорокалетних», служил рядовым 251-го пехотного полка. В дни октябрьских событий демобилизовавшийся Иван читал вслух близким «Севастопольские рассказы» Толстого.

## Творчество
Исследователи разделяют творческую биографию Новикова на несколько условных этапов. Начинал он в конце XIX как реалист (рассказ «Сон Сергея Ивановича», пьеса «В пути», написанная под псевдонимом М. Зеленоглазый). Первой книгой Новикова стал сборник «Искания» (1904), посвящённый жизни учащейся молодёжи. Эту же тему он развивает в романе «Из жизни духа» (1906). Увлёкшись символизмом, литератор сочинил «насыщенный религиозной мистикой» роман «Золотые кресты» (1908) и некоторые другие произведения. В этот период Новиков выступал в столичных символистских журналах («Золотое руно»), считался одним из перспективных молодых прозаиков-модернистов, но, по его словам, здоровые впечатления деревенского детства, естественно-научное образование, собственная трудовая деятельность и знакомство с реальной жизнью различных слоёв общества быстро помогли ему найти свой реалистический стиль. Ранние произведения писателя нередко подвергались жёстким цензурным ограничениям. Так, за критические публикации о событиях первой русской революции 1905 года («Священники и чёрная сотня») Новиков был судим в киевской судебной палате; весь тираж его сборника «К возрождению», изданный в Киеве в 1907 году, был по постановлению суда уничтожен; цензура наложила запрет и на повесть «Искания», уже подготовленную к печати.
В 1910-х годах Новиков начал разрабатывать новые для себя образы — в центре его повествования нередко оказывались разочарованные, утомлённые неудачами представители интеллигенции («Калина в палисаднике», «Повесть о коричневом яблоке»). На этом этапе писатель создал также целую галерею колоритных женских типажей («Жанна д’Арк», «Чудо св. Николая» и другие).
В середине 1920-х годов, после поездки в Михайловское, писатель приступил к изучению материалов, связанных с биографией Пушкина. Многолетняя работа завершилась изданием романа «Пушкин в изгнании», состоящего из двух частей: «Пушкин в Михайловском» (1936) и «Пушкин на юге» (1943). Вторая часть дилогии была завершена в эвакуации — городе Каменске-Уральском. Весь гонорар — 100 000 рублей, полученные во время проведения на Урале пушкинских вечеров (там автор вслух читал главы из нового романа), — был направлен на постройку боевого истребителя «Александр Пушкин». Пилот, будущий Герой Советского Союза Юрий Горохов, сбил на этом истребителе 9 вражеских самолётов.
«Исторический период» творческой биографии Новикова ознаменовался также написанием киносценария «Молодой Пушкин», созданием либретто оперы «Пушкин в изгнании» (эта работа осуществлялась совместно с приёмной дочерью литератора — Мариной Николаевной Новиковой-Принц), выполнением стихотворного перевода «Слова о полку Игореве». По замечанию Якова Волкова, Новиков-переводчик не просто переложил текст «Слова…» на язык, понятный современному читателю, но и «сумел раскрыть смысл многих „тёмных“ мест поэмы». Кроме этого, писатель осуществил перевод таких произведений, как «Задонщина», «Краледворская рукопись» (известная подделка чешского фольклора), «Аламжи Мэргэн» (образец бурятского эпоса) и других.
На позднем этапе Новиков обратился к поэзии (за три года до смерти он выпустил сборник стихов «Под родным небом»), а также приступил к изучению стилистических особенностей русских классиков — этому, в частности, посвящены изданная в 1954 году книга «Тургенев — художник слова. О „Записках охотника“» и выпущенный в 1956 году сборник очерков «Писатель и его творчество».

## Отзывы и рецензии
Творчество Новикова в течение десятилетий получало разноречивые оценки критиков. В 1916 году писательница Анастасия Чеботаревская отмечала, что его роман «Дом Орембовских» представляет собой «материал для изучения эпохи»; по мнению Вольфганга Казака, в получившем наибольшую известность романе «Между двух зорь» (1915) Новиков «в реалистических традициях И. Тургенева и И. Бунина» вскрывал «проблемы молодёжи начала XX столетия».
В условиях новой, Советской России Новиков «протестовал против подчинения литературы политике». Советские издания начала 1920-х годов указывали, что Новиков слишком «медленно встраивается в современную действительность» («Правда», 2 апреля 1922 года), что он как литератор «решительно несовременен и отчуждён от настоящего» («Известия», 1924). В 1930-е годы творчество Новикова характеризовалось как однообразное по настроениям и мотивам, его герой — «почти исключительно тоскующий, разочарованный, бесперспективный интеллигент, безуспешно стремящийся найти политическую и экономическую опору», а мотивы творчества — только «любовь, природа, упадочнические настроения, жажда спокойствия». Отмечая его плодовитость и многожанровость, писателя записали в эпигоны дворянской литературы, сохранившего свойственные ему «мистико-символистские тона», «толстовство в истолковании революционной действительности» в сочетании «с заостренным вниманием» «к патологическим „подпольным“ чувствованиям и состояниям» персонажей, «усложнённость образов» («Вишни», сборник «Адам») и в новой («послеоктябрьской») жизни
Большое количество откликов вызвал выход романа «Пушкин в изгнании». По словам писателя и литературоведа Викентия Вересаева, во время чтения этого произведения складывалось впечатление, будто «неделю прожил в Михайловском, видел живого Пушкина». Литературовед-пушкинист Дмитрий Благой опубликовал в связи с выходом романа рецензию, в которой указал, что «особенно пристальное внимание автора привлекает к себе жизнь Пушкина-поэта, почва и воздух, пророст и созревание».
Вольфганг Казак отметил также широту интересов и деятельности И. А. Новикова, включавшую и поэтические переводы памятников древнерусской литературы. Перевод Новиковым «Слова о полку Игореве» достаточно высоко оценил и Корней Чуковский, в своём отзыве отметивший, что Новикову удалось избежать «прикрас и отсебятины».
Интерес к творчеству Новикова сохраняется и в XXI веке. Так, профессор Рита Спивак и филолог Юлия Кропотина обращают внимание в своей работе на «дидактичность, морализаторство», свойственные ранней прозе Новикова; по их словам, эти качества «свидетельствуют не о недостатке мастерства художника, а о его творческой индивидуальности». По мнению А. Грачёвой, И. А. Новиков остался в истории русской словесности честным и неравнодушным писателем самобытного таланта, который, начиная с конца 1920-х, постепенно угас. Автор ещё одного исследования, Чжан Цзинна, при анализе новиковской «пушкинианы» показывает, как менялись стиль и структура романа для «более полного раскрытия образа» главного героя.

## Общественная деятельность. Смерть
На протяжении многих лет Новиков совмещал литературную работу с общественной деятельностью. Так, вскоре после прибытия в Москву он стал членом репертуарной секции театрального отдела Наркомпроса. В 1920-х годах участвовал в работе художественной коллегии Всероссийского общества фотокинодела. В качестве действительного члена работал в составе Государственной академии художественных наук, был (вместе с В. В. Вересаевым и В. В. Маяковским) членом Государственного учёного совета. Возглавлял правление Всероссийского союза писателей, работал в Литературном фонде СССР, являлся одним из авторов советского законодательства в области авторского права. Член ряда литературных комиссий, возглавлял Тургеневскую комиссию и комиссию по «Слову о полку Игореве».
В 1956 году Новиков подписал письмо, адресованное Генеральному прокурору СССР, с просьбой прекратить дело по 58-й статье в отношении писателя Даниила Андреева. После освобождения из-под стражи в 1957 году Андреев письменно поблагодарил автора романа «Пушкин в изгнании», который был прочитан им в тюрьме: «Это было окно на свежий воздух из зловонного карцера».
Иван Алексеевич Новиков, переживший свою жену Ольгу Максимилиановну на десять лет, умер 10 января 1959 года после болезни. Начатый им роман «Пушкин в Москве» остался незаконченным. Писатель похоронен в Москве на Новодевичьем кладбище (участок № 3).

## Награды
- Три ордена Трудового Красного Знамени (в том числе 17.01.1947; 12.01.1957)[27]
- Орден «Знак Почёта» (31.01.1939)[28]
- Медали[6]

## Память
- В 1995 году имя Новикова присвоено Мценской городской библиотеке[29].
- С февраля 1997 года в Мценске проходят «Новиковские чтения», в 2002 году они прошли и в Орле[29].
- Именем Новикова названа улица в Орле (наименована в 1960 г.)[30].

## Архив
Обширный фонд И.А. Новикова хранится в Российском государственном архиве литературы и искусства. Он насчитывает 1924 единицы хранения за 1825–1990 гг. и включает рукописи самого Новикова (романы, повести и рассказы), переводы, записные книжки, большое количество писем, рукописи В.В. Вересаева, Ю.Н. Верховского, В.К. Звягинцевой и др., фотографии, иллюстрации В.А. Фаворского к «Слову о полку Игореве», а также рукописи и переписки М.Н. Новиковой-Принц.

## Избранная библиография
Автор произведений, включённых в том числе в собрания сочинений:
- Дыхание земли. Вторая книга стихов. — Киев, 1910.
- Рассказы (1905—1912). — М., 1912.
- Калина в палисаднике. [Рассказы]. — М., 1917.
- Крест на могиле. Рассказы. — М., 1918.
- «Слово о полку Игореве» и его автор. — М.: Советский писатель, 1938. — 88 с. — 10 000 экз.
- Пушкин в изгнании. — 1947.
- Русские героические повести. — М.: Гос. изд-во худож. лит-ры, 1949. — 176 с. — 10 000 экз.
- Тургенев — художник слова: О «Записках охотника». — М.: Советский писатель, 1954.
- Избранные сочинения в 3-х томах. — М.: Гослитиздат, 1955. — 75 000 экз.
- Собрание сочинений в 4-х томах. — М.: Художественная литература, 1966.

## Комментарии
1. ↑  По другим данным, в десяти боях было уничтожено 5 самолётов[17].